# Marie-Hélène Prémont
Marie-Hélène Prémont, née le 24 octobre 1977 à Québec, est une coureuse cycliste canadienne spécialiste du VTT cross-country. Elle remporte notamment le classement général de la Coupe du monde de VTT 2008.

## Biographie
S'illustrant dans l'épreuve du cross-coutry, elle a remporté la médaille d'argent aux Jeux olympiques de 2004 organisés à Athènes en terminant à une minute de la norvégienne Gunn-Rita Dahle. Elle a par ailleurs, remporté la médaille d'or lors des Jeux du Commonwealth en 2006 à Melbourne.

## Palmarès VTT

### Jeux olympiques
- Athènes 2004
  -  Médaillée d'argent en VTT cross-country

### Championnats du monde
- Cross-country
  - 3e en 2006

### Coupe du monde
- Coupe du monde de cross-country (1)
  - 2e en 2004 (1 manche)
  - 3e en 2005 (2 manches)
  - 2e en 2006 (2 manches)
  - 2e en 2007
  - 1re en 2008 (2 manches)
  - 8e en 2010
  - 4e en 2011
  - 8e en 2012

### Jeux du Commonwealth
- 2006
  -  Médaille d'or sur l'épreuve du cross-country

### Championnat du Canada
- Championne du Canada de cross-country (6) : 2003, 2004, 2005, 2006, 2007 et 2008
- Championne du Canada de cross-country marathon (1) : 2012

## Palmarès en cyclo-cross
- 2001-2002
  - 3e du Championnats du canada de cyclo-cross[2]